# Stacey Q
Stacey Q (kunstnernavn for Stacey Lynn, født 30. november 1958, Fullerton, CA) er en amerikansk popsanger, danser og skuespillerinde. Hun er bedst kendt for sin single, "Two of Hearts" fra 1986.